# Peckia rubella
Peckia rubella är en tvåvingeart som först beskrevs av Christian Rudolph Wilhelm Wiedemann 1830.  Peckia rubella ingår i släktet Peckia och familjen köttflugor. Inga underarter finns listade i Catalogue of Life.